# Bakonyság
Bakonyság je malá vesnička v Maďarsku v župě Veszprém, spadající pod okres Pápa.
Se svými 44 obyvateli, z nichž pouze 51,9 % tvoří Maďaři, se jedná o nejmenší vesnici v okrese Pápa.
Vesnička se nachází asi 20 km severovýchodně od Pápy na malém sjezdu ze silnice 83119. Kromě hlavní části zahrnuje i malé části Csárdapuszta, Kisdémpuszta a Zámbótánya.
Vesnička je silničně spojena s většími obcemi Bakonyszentiván a Lovászpatona. Protéká jí potok Csángota.
Nachází se zde katolický kostel Szent László-király templom.